# Guðmundur Hálfdanarson
Guðmundur Hálfdanarson (* 1. Februar 1956 in Reykjavík) ist ein isländischer Historiker und Hochschullehrer.

## Leben und Wirken
Nach seiner Reifeprüfung 1974 in Reykjavík studierte Guðmundur Hálfdanarson ab 1975 Archäologie an der Universität Lund. Im Jahre 1977 wechselte er dann an die Háskóli Íslands und studierte dort Geschichte. 1980 legte er die Bachelorprüfung ab, 1982 die Magisterprüfung. Die Zeit von 1982 bis 1990 verbrachte er an der Cornell University in Ithaca, New York. Dort erwarb er 1985 einen weiteren Magistergrad, arbeitete als wissenschaftlicher Assistent und promovierte 1990 zum Ph.D. bei dem Historiker Steven L. Kaplan, einem Experten für die neuere Geschichte Frankreichs. Von 1990 bis 1991 hielt er sich als Post-Doc am Institut national de la recherche agronomique in Paris auf. Nach Island zurückgekehrt, lehrte Guðmundur Hálfdanarson seit 1991 Geschichte an der Háskóli Íslands, seit 2000 als Professor.
Schwerpunkte seiner Arbeit in Forschung und Lehre sind die Geschichte Islands und Europas, vor allem im 19. und 20. Jahrhundert.

## Veröffentlichungen (Auswahl)
Monographien
- Historical dictionary of Iceland (= European historical dictionaries, Bd. 24). Scarecrow Press, Lanham, Md. 1997, ISBN 0-8108-3352-2 (3. Aufl. mit Sverrir Jakobsson. Rowman & Littlefield, Lanham, Md. 2016, ISBN 978-1-4422-6290-4.)
- (Hrsg.): Nations and nationalities in historical perspective. Edizioni Plus, Pisa 2001, ISBN 88-8492-099-X.
- (Hrsg.): Racial discrimination and ethnicity in European history. Edizioni Plus, Pisa 2003, ISBN 88-8492-280-1.
- (Hrsg.): Break-up of Political Unions, from the Kalmar Union to five Nordic Nation-States. In: Scandinavian journal of history, Bd. 31 (2006), H. 3/4 (Special Issue), S. 202–362.
- (Mithrsg.): Citizenship in historical perspective. PLUS-Pisa University Press, Pisa 2006, ISBN 88-8492-406-5.
- (Hrsg.): Discrimination and tolerance in historical perspective. Edizioni Plus, Pisa 2008, ISBN 978-88-8492-558-9.
- (Hrsg.): Developing EU – Turkey dialogue. CLIOHWORLD, Pisa 2010.
- (Mithrsg.): Europe in the age of post-truth politics. Populism, disinformation and the public sphere. Palgrave Macmillan, Cham 2023, ISBN 978-3-031-13696-2.

Aufsätze
- Social Distinctions and National Unity. On Politics of Nationalism in Nineteenth-Century Iceland. In: History of European Ideas, Bd. 21 (1995), S. 763–779.
- Defining the Modern Citizen: Debates on Civil and Political Elements of Citizenship in Nineteenth-Century Iceland. In Scandinavian journal of history, 24 (1999), S. 103–116.

- Iceland. A peaceful secession. In: Scandinavian journal of history, Bd. 25 (2000), S. 87–100.

- Þingvellir. An Icelandic "Lieu de Mémoire". In: History & Memory, Bd. 12 (2000), S. 5–29.
- Iceland and Europe. In: Luis Beltrán (Hrsg.): European peripheries in interaction. The Nordic countries and the Iberian Peninsula. Universidad de Alcalá, Servicio de Publicaciones, Alcalá de Henares 2002, S. 333–348, ISBN 84-8138-504-2.
- From Enlightened Patriotism to Romantic Nationalism. The Political Thought of Eggert Ólafsson and Tómas Sæmundsson. In: Svavar Sigmundsson (Hrsg.): Norden och Europa 1700 - 1830. Hákólaútgáfan, Reykjavík 2003, S. 59–73, ISBN 9979-54-580-1.
- Discussing Europe. Icelandic nationalism and European integration. In: Baldur Þórhallsson (Hrsg.): Iceland and European integration. On the edge. Routledge, London 2004, S. 128–144, ISBN 0-415-28252-7.
- Sustaining Economic Development or Preserving Nature? Environmental Politics in Iceland. In: Göran Bolin (Hrsg.): The challenge of the Baltic sea region. Culture, ecosystems, democracy. : Södertörn Univ. College, Huddinge 2005, S. 189–205, ISBN 91-89315-59-6.
- Collective Memory, History, and National Identity. In: Ástráður Eysteinsson (Hrsg.): The cultural reconstruction of places. University of Iceland Press, Reykjavík 2006, S. 83–100, ISBN 978-9979-54-739-6.
- (mit Ólafur Rastrick): Culture and the Construction of the Icelander in the 20th Century. In: Jonathan Osmond (Hrsg.): Power and culture. Identity, ideology, representation. Ed. PLUS-Pisa University Press 2007, S. 101–117, ISBN 978-88-8492-463-6.

- Severing the ties. Iceland's journey from a union with Denmark to a nation-state. In: Scandinavian journal of history, Bd. 31 (2006), S. 237–254.
- From Dependence to Sovereignty. The Two Sides of the Icelandic Struggle for Independence. In: Nordic Historical Review, Bd. 3 (2007), S. 114–127.
- Private Spaces and Private Lives. Privacy, Intimacy, and Culture in Icelandic 19th-Century Rural Homes. In: Pieter François (Hrsg.): Power and culture. New perspectives on spatiality in European history. Ed. PLUS-Pisa University Press, Pisa 2008, S. 109–124, ISBN 978-88-8492-553-4.
- Viewing the Antipode: Lebanon Seen from Iceland. In: Chibli Mallat (Hrsg.): Iceland and Lebanon. Antipodes of the EU. Bruylant, Bruxelles 2008, S. 43–64, ISBN 978-2-8027-2447-6.
- Interpreting the Nordic Past. Icelandic Medieval Manuscripts and the Construction of a Modern Nation. In: Robert John Weston Evans (Hrsg.): The uses of Middle Ages in modern European states. Palgrave Macmillan, New York 2011, S. 52–71, ISBN 978-0-230-57602-5.
- ‘The Beloved War‘. The Second World War and the Icelandic National Narrative”. In: Henrik Stenius (Hrsg.): Nordic narratives of the Second World War. Nordic Academic Press, Lund 2011, S. 79–100, ISBN 978-91-85509-49-2.
- University of Iceland. A Citizen of the Respublica Scientiarum or a Nursery for the Nation? In: Pieter Dhondt (Hrsg.): National, Nordic or European? Nineteenth-century university jubilees and Nordic cooperation. Brill, Leiden 2011, S. 285–312, ISBN 978-90-04-21694-5.

- Icelandic modernity and the role of nationalism. In: Jóhann Páll Árnason/Björn Wittrock (Hrsg.): Nordic paths to modernity. Berghahn Books, New York 2012, S. 251–274, ISBN 978-0-85745-269-6.
- Iceland Perceived: Nordic, European or a Colonial Other? In: Lill-Ann Körber (Hrsg.): The postcolonial North Atlantic. Iceland, Greenland and the Faroer Islands (= Berliner Beiträge zur Skandinavistik, Bd. 20). Nordeuropa-Institut der Humboldt-Universität, Berlin 2014, S. 39–66, ISBN 978-3-932406-35-5.
- An English gentleman visits two 'rude islands'. John Barrow Jnr in early nineteenth-century Iceland and Ireland. In: Christopher Maginn (Hrsg.): Frontiers, states and identity in early modern Ireland and beyond. Essays in honour of Steven G. Ellis. Four Courts Press, Dublin 2016, S. 205–220, ISBN 978-1-84682-605-4.
- ‘Are You Leaving, My Dear Friend!’ Iceland in the Time of Immigration to America. In: Mormon Historical Studies, Bd. 17 (2016), S. 243–261.

- (mit Vilhelm Vilhelmsson): Historische Diskriminierungsforschung. In: Albert Scherr u. a. (Hrsg.): Handbuch Diskriminierung. Springer VS, Wiesbaden 2017, S. 25–37, ISBN 978-3-658-10975-2.
- The Icelandic National Narrative and World War II: ‘Freedom and Culture’. In: Marianne Stecher-Hansen (Hrsg.): Nordic war stories. World War II as history, fiction, media, and memory. Berghahn, New York 2021, S. 65–80, ISBN 978-1-78920-961-7.
- (mit Baldur Þórhallsson): Iceland's Smallness: Acceptance or Denial. In: Samuël Kruizinga (Hrsg.): The politics of smallness in modern Europe. Size, identity and international relations since 1800. Bloomsbury Academic, London 2022, S. 133–150, ISBN 978-1-350-16888-6.
- Iceland in the Second World War. In: Ashley Jackson (Hrsg.): National perspectives on the global second world war. Routledge, London 2023, S. 51–65, ISBN 978-0-367-67953-8.
- (mit Claudia Wieners): More poison than words can describe. What did people die of after the 1783 Laki eruption in Iceland? In: Natural Hazards and Earth System Sciences, Bd. 24 (2024), S. 2971–2994 (Digitalisat).